# Marcelo Freixo
Marcelo Ribeiro Freixo (São Gonçalo, 12 de abril de 1967) é um professor e político brasileiro, filiado ao Partido dos Trabalhadores (PT), atual presidente da Embratur. Foi deputado estadual por três mandatos consecutivos e presidiu a Comissão de Defesa dos Direitos Humanos e Cidadania da Assembleia Legislativa do Estado do Rio de Janeiro (ALERJ).
Nas eleições de 2014, foi o deputado estadual mais votado do Brasil. Foi candidato à prefeitura do Rio de Janeiro nas eleições municipais de 2016 pela coligação "Mudar é Possível", formada pelo seu partido, o PSOL, e pelo Partido Comunista Brasileiro (PCB), tendo como vice a advogada e professora da Universidade Federal do Rio de Janeiro Luciana Boiteux. No segundo turno Freixo obteve 1.163.662 votos (40,64%), perdendo para Marcelo Crivella do Partido Republicano Brasileiro (PRB), que alcançou 1.700.030 votos (59,36%). Nas eleições de 2018, foi eleito deputado federal pelo Rio de Janeiro com 342.491 votos, sendo o segundo mais votado do estado.
Ganhou notoriedade nacional quando presidiu a Comissão Parlamentar de Inquérito das milícias no Rio de Janeiro, tendo inspirado um personagem do filme Tropa de Elite 2, de José Padilha. Freixo foi também colunista na Folha de S.Paulo até julho de 2016, escrevendo periodicamente textos de opinião sobre a conjuntura política, econômica e as questões sociais no Rio de Janeiro, no Brasil e no mundo. Além disso, foi membro da Fundação Lauro Campos, um think tank sem fins lucrativos criado pelo PSOL, com o objetivo de ensejar um "pensamento crítico comprometido com os valores do socialismo e da liberdade", e que busca promover discussões sobre o país e a América Latina.

## Biografia e vida pessoal
Filho de Aroudo Ribeiro Freixo, um inspetor escolar, e Alenice Ribeiro Freixo, uma secretária, Marcelo Freixo nasceu em São Gonçalo, mas foi criado no subúrbio de Niterói, no bairro do Fonseca.
Ingressou no curso de Economia, mas acabou optando pela transferência, formando-se em História pela Universidade Federal Fluminense (UFF).
É pai de dois filhos: João, nasceu quando Freixo tinha 23 anos e  Isadora. Em 19 de julho de 2019, casou-se com Antonia Pellegrino, escritora e roteirista.

## Carreira política
Filiado ao Partido dos Trabalhadores (PT) desde 1986, Marcelo Freixo concorreu ao seu primeiro cargo eletivo somente dez anos depois, em 1996, quando candidatou-se a vereador de Niterói pelo PT. Entretanto, alcançando a soma de 1 699 votos válidos, não conseguiu ser eleito e ficou como suplente.

### Militância em direitos humanos
Antes de se eleger deputado estadual, Marcelo trabalhou como pesquisador da ONG Justiça Global e como consultor do deputado federal Chico Alencar na área de direitos humanos. De 1993 a 1995, foi diretor do Sindicato dos Professores de São Gonçalo e Niterói. Foi também voluntário no projeto de prevenção a AIDS nas prisões do estado durante os anos de 1995 e 1996, coordenou projetos educativos no sistema penitenciário e, de 2001 a 2004, presidiu o Conselho da Comunidade da Comarca do Rio de Janeiro, onde exerceu papel fiscalizador dos direitos humanos nas carceragens e presídios do estado. Ele também defendeu uma dosagem segura para usuários de crack.
Foi coordenador da Comissão de Direitos Humanos da Assembleia Legislativa do Estado do Rio de Janeiro durante o mandato de Chico Alencar, atuando na defesa dos direitos humanos através da elaboração de cartilhas, da fiscalização das ações do governo e de denúncias de violações contra mulheres, negros, homossexuais, idosos e presos. Também esteve junto ao Movimento dos Trabalhadores Rurais Sem Terra na luta pela reforma agrária e contra o trabalho escravo no interior do Rio de Janeiro.

### Deputado Estadual
Em setembro de 2005, Marcelo Freixo filiou-se ao recém-criado Partido Socialismo e Liberdade (PSOL), pelo qual foi eleito deputado estadual para a ALERJ, em 2006. Foi o mais votado do partido, com 13 547 votos.
Durante o mandato, foi vice-presidente da Comissão Parlamentar de Inquérito do Tribunal de Contas do Estado do Rio de Janeiro, que apurava crimes de que são acusados conselheiros e técnicos do Tribunal de Contas, assim como um deputado estadual e prefeitos do estado.
Foi também presidente da Comissão Parlamentar de Inquérito das Milícias, que visava investigar a ligação de parlamentares com grupos paramilitares. À época, passou 15 dias de exílio na Europa por conta de ameaças de morte.  Em 2008, protocolou pedido de cassação de mandato do então deputado Álvaro Lins, que acabou cassado no dia 12 de agosto.

### Exílio na Espanha
Nas eleições de 2010, foi reeleito deputado estadual pelo PSOL com 177 253 votos, sendo o 2º deputado mais votado do estado e perdendo apenas para Wagner Montes. Janira Rocha também foi eleita com ajuda da votação de Freixo.
Durante o segundo mandato, Freixo presidiu a Comissão Parlamentar de Inquérito do tráfico de armas, cujo relatório foi apresentado em 2011. Nessa época, a convite da Anistia Internacional, deixou o Brasil após sofrer uma série de ameaças de morte. Dois meses antes, a juíza Patrícia Acioli havia sido assassinada, baleada por uma arma pertencente ao Exército Brasileiro e de calibre restrito. O irmão de Marcelo Freixo, Renato, também foi assassinado a tiros, por milicianos, em julho de 2006, aos 35 anos de idade.
Também em 20 de novembro de 2015, o segurança do deputado estadual Marcelo Freixo, Alexandre Murta Fernandes, de 41 anos, foi morto após reagir a um assalto em Bento Ribeiro, zona norte do Rio. Alexandre era lotado do DGP (Diretoria Geral de Pessoal), mas na época trabalhava na Assembleia Legislativa do Estado do Rio de Janeiro para Freixo. Ele estava de folga no momento do crime. Os bandidos estavam em um carro Fiat Punto preto, quando deram três disparos em direção ao PM. Os criminosos fugiram sem levar nada da vítima. Alexandre foi levado para o Hospital Estadual Carlos Chagas, em Marechal Hermes, onde chegou a passar por cirurgia mas não resistiu.

### Candidatura à prefeitura do Rio de Janeiro em 2012

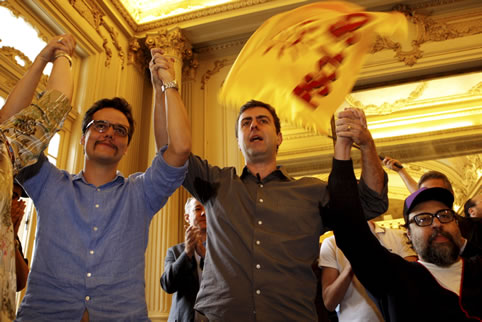
Wagner Moura, Freixo e Marcelo Yuka, candidato a vice-prefeito em 2012.

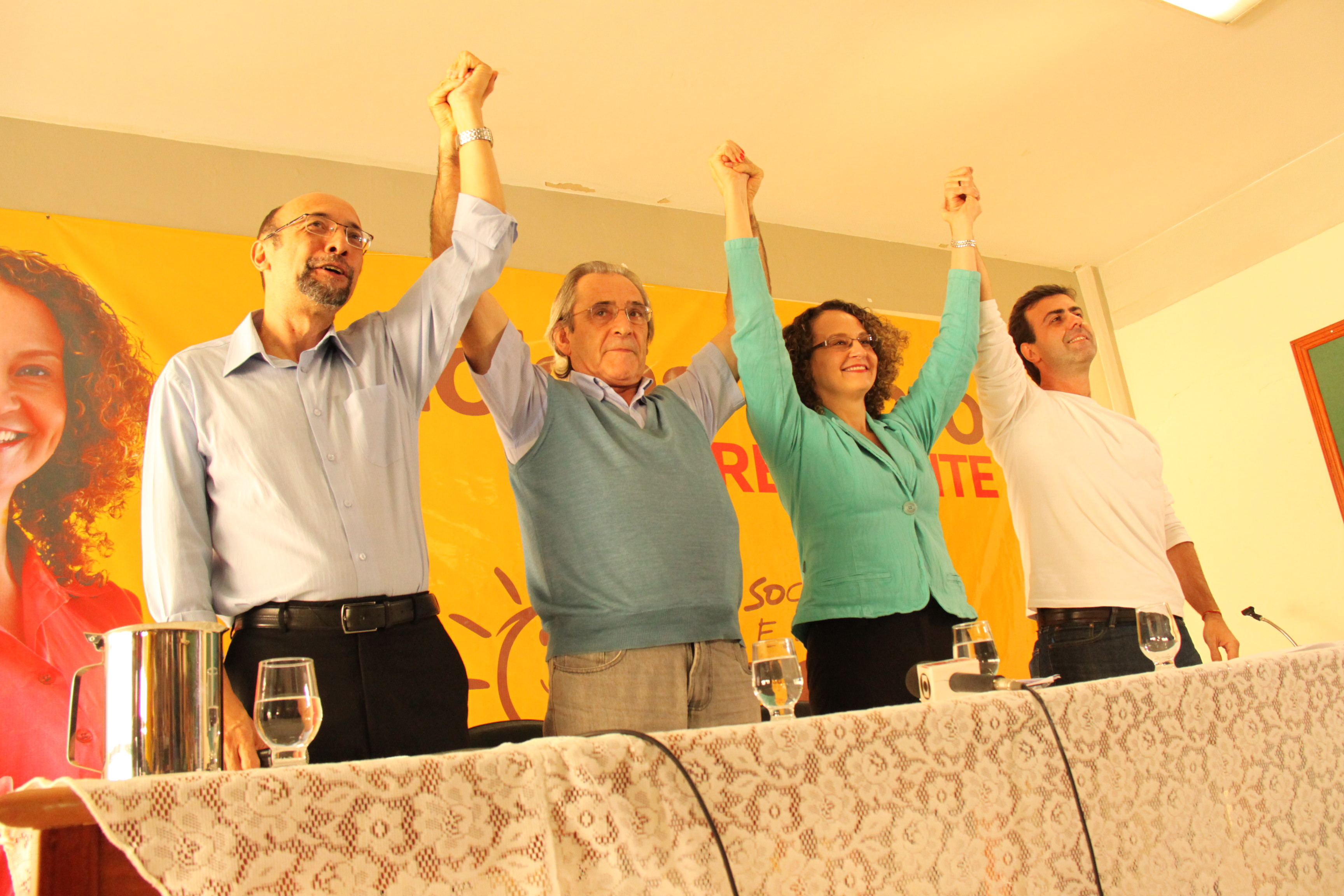
Com Luis Araújo, Jorge Paz e Luciana Genro na Convenção Nacional do PSOL para as eleições de 2014.

Depois de muita especulação e expectativa em torno da possível candidatura do deputado Marcelo Freixo para a prefeitura do Rio de Janeiro, a Executiva Estadual do PSOL anunciou o nome de Freixo como candidato a prefeito na eleição municipal de 2012. Na composição da chapa, Freixo teve, como vice, o músico e compositor Marcelo Yuka, ex-baterista da banda O Rappa e conhecido por escrever canções de protesto contra a desigualdade social.
Com pouco tempo de propaganda eleitoral na TV, Marcelo Freixo apostou nas redes sociais e nos jovens eleitores, e contou com o apoio expressivo de parte da classe artística - entre eles Chico Buarque, Mano Brown, e Wagner Moura.
Após ter declarado em uma entrevista a TV, que se fosse prefeito daria subvenção a escolas de samba com contrapartida cultural e criticando enredos patrocinados, Freixo criou uma polêmica com agremiações carnavalescas que possuíam esses tipos de enredos, como o caso da Salgueiro, que teve patrocínio da revista Caras.
Após obter quase 30% dos votos válidos, 914.082 votos nominais e a segunda colocação entre 8 candidatos, Marcelo Freixo acabou fora do segundo turno, sendo reeleito o prefeito Eduardo Paes.
Apesar de não ter vencido a disputa, Freixo conseguiu mobilizar e envolver milhares de jovens no debate político do futuro da cidade carioca a ponto de reunir, por exemplo, cerca de 15 mil pessoas num comício em dia de chuva nos Arcos da Lapa.
Além disso, Marcelo Freixo concluiu a disputa como o terceiro psolista mais votado da história do partido num único pleito eleitoral, atrás apenas das presidenciáveis Heloísa Helena, que em 2006 conquistou 6.575.393 votos, e Luciana Genro, que em 2014 obteve 1.612.186 votos nominais válidos, ficando à frente, inclusive, de Plínio de Arruda Sampaio, candidato presidencial da legenda em 2010, com 886.816 votos.

### Eleições parlamentares de 2014
Em fevereiro de 2014, veículos de imprensa, especialmente a Rede Globo, associaram Marcelo Freixo ao atentado contra o repórter Santiago Andrade da Rede Bandeirantes. O ato causou uma grande comoção na sociedade carioca e, um ato de desagravo foi realizado em favor de Marcelo Freixo. Este fato pode ter desencadeado no eleitorado fluminense novo recall político ao deputado que foi reeleito com votação expressiva. Em 2014, Freixo se candidatou a deputado estadual pelo PSOL, sem coligação. Conquistou, ao mesmo tempo, dois títulos: o de deputado estadual mais votado do país e o de eleito com a campanha mais barata entre todos os seus pares.[carece de fontes?] O município-capital, onde está assentada sua base de votos, contribuiu com 85,5% de seu eleitorado - onde recebeu um décimo dos votos válidos, dentre os postulantes ao cargo. Freixo se reelegeu com 350 mil votos, cerca de 4,5% dos votos válidos, alcançando a maior votação em todo o país. Paulo Ramos, Flavio Serafini, Dr. Julianelli e Eliomar Coelho, foram eleitos ajudados pela boa votação de Freixo.

### Eleições para prefeito do Rio de Janeiro em  2016

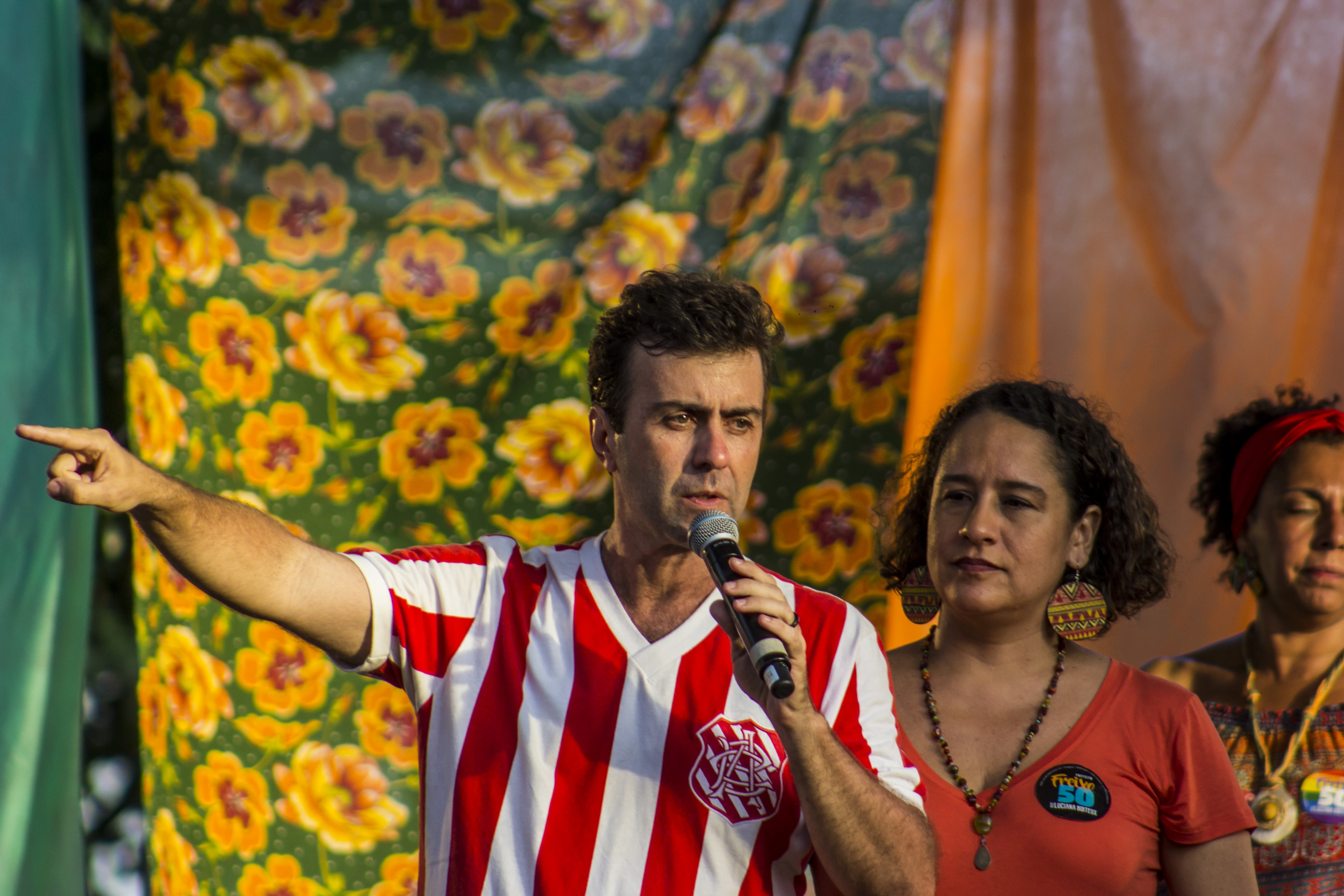
Freixo e Luciana Boiteux, vice na chapa, durante comício em Bangu em 2016.

Nas eleições de 2016, Freixo foi novamente candidato à prefeitura do Rio de Janeiro, tendo como vice a advogada e professora da Universidade Federal do Rio de Janeiro Luciana Boiteux, coligados ao Partido Comunista Brasileiro (PCB). Dispôs de 11 segundos no rádio e na televisão e obteve 553 424 votos (18,26% do total) no primeiro turno, mais do que o candidato Pedro Paulo, apoiado pelo então prefeito Eduardo Paes, do PMDB, e prosseguiu ao segundo turno das eleições.
A campanha de arrecadação para a chapa se tornou o maior crowdfunding do país. Segundo dados oficiais, arrecadaram R$ 2.342.778,75 para recursos de campanha. No segundo turno, conquistaram 1 163 662 votos, 40,64% do total, sendo vencidos por Marcelo Crivella (PRB).

### Deputado Federal

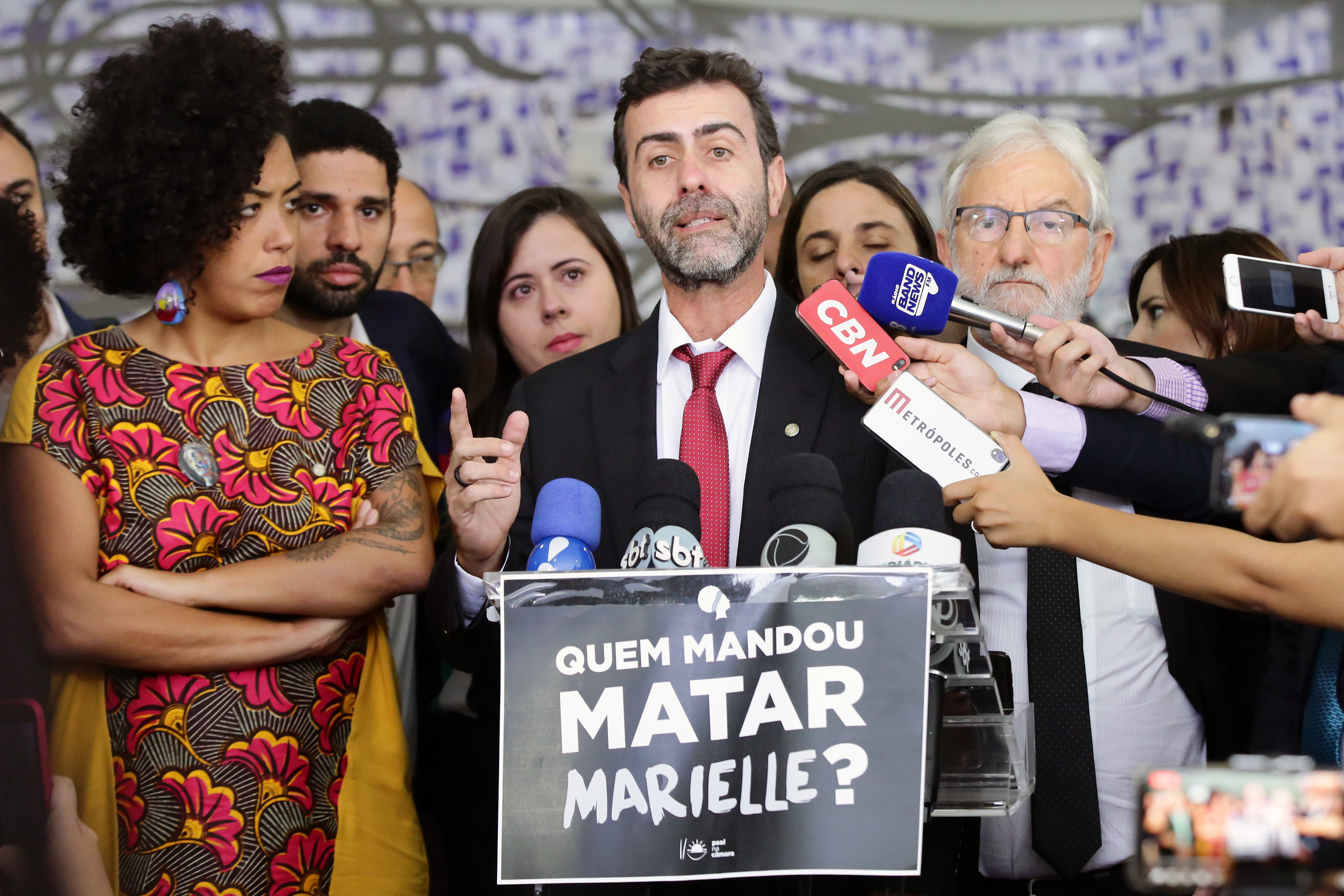
Coletiva de imprensa sobre o assasinato de Marielle Franco, março de 2019

Nas eleições de 2018, Freixo foi eleito deputado federal do Rio de Janeiro com 342 491 votos, sendo o segundo mais votado do estado.
Foi lançado pelo PSOL, em dezembro de 2018, como candidato à presidência da Câmara dos Deputados, se opondo à reeleição de Rodrigo Maia (DEM-RJ), que recebeu apoio do Partido Social Liberal. Freixo se colocou como opção para uma candidatura de oposição de esquerda. Além do PSOL, Freixo contou com o apoio do PT e da Rede Sustentabilidade. Recebendo 50 votos, terminou o pleito em terceiro lugar, atrás do presidente reeleito Rodrigo Maia e do deputado Fábio Ramalho (MDB-MG).
Em agosto de 2020, Freixo recebeu o prêmio de melhor deputado federal na votação popular do Congresso em Foco, além de ficar em segundo lugar na votação realizada por um júri de jornalistas.
Em 2021, visando a candidatura ao cargo de governador do Rio de Janeiro nas eleições de 2022, Freixo deixou o PSOL e se filiou ao Partido Socialista Brasileiro (PSB).
No contexto de sua nomeação à presidência da Embratur, Freixo se antecipou e renunciou ao seu mandato de deputado federal (2019–2023) através de uma carta entregue ao Presidente da Câmara, Arthur Lira, em 17 de janeiro de 2023. Para assumir o comando da empresa, Freixo seria obrigado a deixar o seu cargo no legislativo, algo que ocorreria de qualquer forma em 1.° de fevereiro de 2023 — data que marcaria o fim do seu mandato de 4 anos.

### Presidente da Embratur
Marcelo Freixo foi nomeado para a equipe de transição do governo federal eleito. No final de novembro, declarou que: "O quadro que estamos encontrando de herança deste governo é trágico. São apenas R$ 19 milhões para investimento no turismo em 2023. Ou seja, não é nada". Após 6 meses no PSB, Freixo anunciou sua desfiliação do partido e o reingresso à primeira sigla na carreira política, o PT. No mesmo dia, Freixo foi nomeado como presidente da Embratur, o primeiro cargo público dele que não é no legislativo.
No começo do governo, a imprensa divulgou diversas matérias revelando a associação da ministra do Turismo Daniela Carneiro e seu cônjuge, o prefeito de Belford Roxo Waguinho, com milicianos notórios da Baixada Fluminense. Freixo, notório por presidir a CPI das Milícias no Rio, é subordinado, portanto, à Daniela. Questionado sobre a relação, Freixo disse que "cabia à ela falar sobre" e que "minha relação com ela é muito recente, mas muito boa e de muito diálogo". Com a polêmica, o deputado Eduardo Bolsonaro, filho do ex-presidente, atacou Freixo diretamente nas redes sociais, dizendo: "O PhD em milícia, Freixo, que hoje é serviçal da ministra do turismo enrolada, desconversa e diz que não é com ele."